# 坪内鋭雄
坪内 鋭雄（つぼうち としお、1878年6月12日 - 1904年7月24日）は、日本の作家、教育者。坪内逍遥の甥。号は孤景（こけい）。
日露戦争に従軍し、大石橋の戦いで戦死した。

## 来歴
愛知県名古屋市花車町に生まれる。泥江小学校、津島高等小学校から愛知中学校、早稲田大学英語専門部を経て1899年、早稲田大学文学部を首席で卒業。1年間志願兵として従軍後、詩人として身を立てようと考えたが自立しろと実家の仕送りを止められたため、友人の勧めで旧制古川中学校（宮城県古川高等学校）の教員となる。しかし「田舎教師もほとほと嫌になり、何とか工夫して都の空に舞い戻りたく心矢の如くに候」と同校での教員生活を捨て、やはり詩人として身を立てようと1903年に上京。余丁町に住み、中島孤島、西山筑浜らと親交を深め、同年『文学研究法』を執筆。
日露戦争開戦に伴い1904年に陸軍歩兵少尉として応召、大石橋の戦いに於いて26歳で戦死した。
死後、中尉に昇進、勲六等単光旭日章を受章。また中島らによって遺稿集『宗教と文学』が出版された。同書には、旧制古川中学校時代の教師生活の体験をもとに書かれた『当世教師生活』や短詩が収録されている。

## 著書
- 『文学研究法』（冨山房、1903年）
- 『宗教と文学』（文明堂、1905年）※遺稿集